# Stefania
Stefania  è un nome proprio di persona italiano femminile.

## Varianti
- Femminili: Stefana[2]
  - Alterati: Stefanina, Stefanella
  - Ipocoristici: Stefi, Ste, Stenia, Stena, Stefa, Fania
- Maschili: Stefano[2]

### Varianti in altre lingue
- Ceco: Štěpánka[1]
- Danese: Stefanie[1]
- Francese: Étiennette[1], Stéphanie[1]
- Hawaiiano: Kekepania[1]
- Inglese: Stephanie[1], Stephani[1], Stephany[1], Stephania[1]
  - Ipocoristici: Steph[1], Stevie[1]

- Latino: Stephana[2]
- Olandese: Stefana[1], Stefanie[1]
- Polacco: Stefania[1]
  - Ipocoristici: Stefcia[1]
- Portoghese: Estefânia[1]
- Rumeno: Ștefania[1]

- Slovacco: Štefánia[1]
- Sloveno: Štefanija[1]
- Spagnolo: Estefanía[1]
- Tedesco: Stefanie[1], Stephanie[1]
  - Ipocoristici: Steffi[1], Steffie[1]

## Origine e diffusione
È la forma femminile di Stefano che, derivando dal greco antico Στέφανος (stéphanos, "corona"), può essere interpretato come "coronata" (riferimento, in ambiti cristiani, alla "corona del martirio").

## Onomastico
Solitamente, l'onomastico si festeggia il 26 dicembre, in concomitanza con la forma maschile, in onore del santo protomartire Stefano. Tuttavia il nome non è adespota: il 2 gennaio si ricorda infatti una beata, la religiosa domenicana Stefana Quinzani.

## Persone

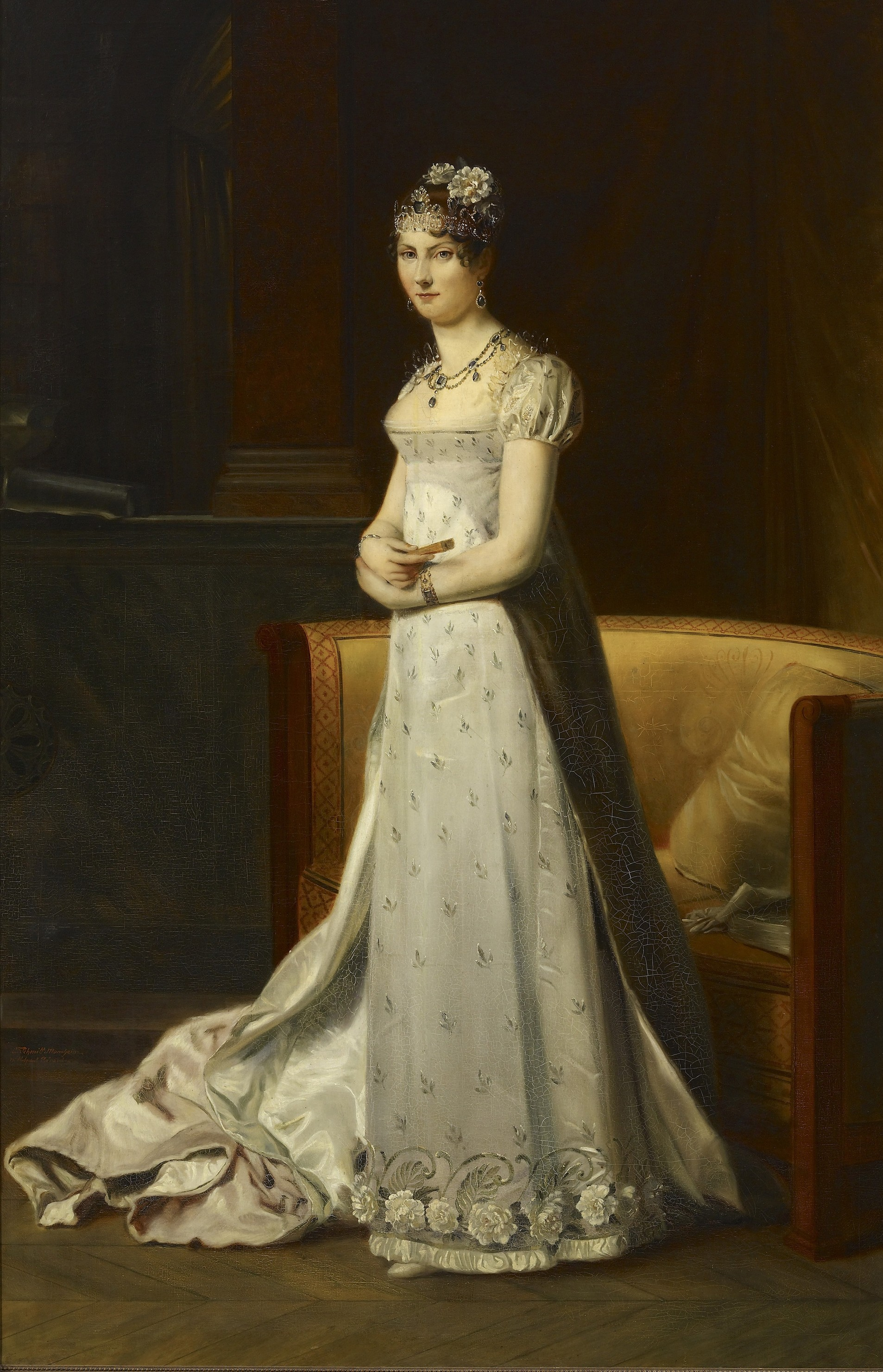
Stefania di Beauharnais

- Stefania del Belgio, principessa del Belgio, duchessa di Sassonia, principessa di Sassonia-Coburgo-Gotha, arciduchessa d'Austria e contessa di Lonyay
- Stefania di Beauharnais, granduchessa di Baden
- Stefania di Hohenzollern-Sigmaringen, principessa di Hohenzollern-Sigmaringen, regina consorte di Portogallo
- Stefania di Lussemburgo, granduchessa di Lussemburgo, principessa di Nassau, principessa di Borbone-Parma e contessa di Lannoy
- Stefania Belmondo, fondista italiana
- Stefania Berton, pattinatrice artistica su ghiaccio italiana
- Stefania Careddu, attrice italiana
- Stefania Craxi, politica italiana
- Stefania Giacarelli, doppiatrice italiana
- Stefania Giannini, linguista, glottologa e politica italiana
- Stefania Menardi, giocatrice di curling italiana
- Stefania Okaka, pallavolista italiana
- Stefania Orlando, conduttrice televisiva e cantautrice italiana
- Stefania Passaro, cestista e giornalista italiana
- Stefania Petyx, personaggio televisivo italiano
- Stefania Pezzopane, politica italiana
- Stefania Prestigiacomo, politica italiana
- Stefania Rocca, attrice italiana
- Stefania Sandrelli, attrice italiana

### Variante Stefanie

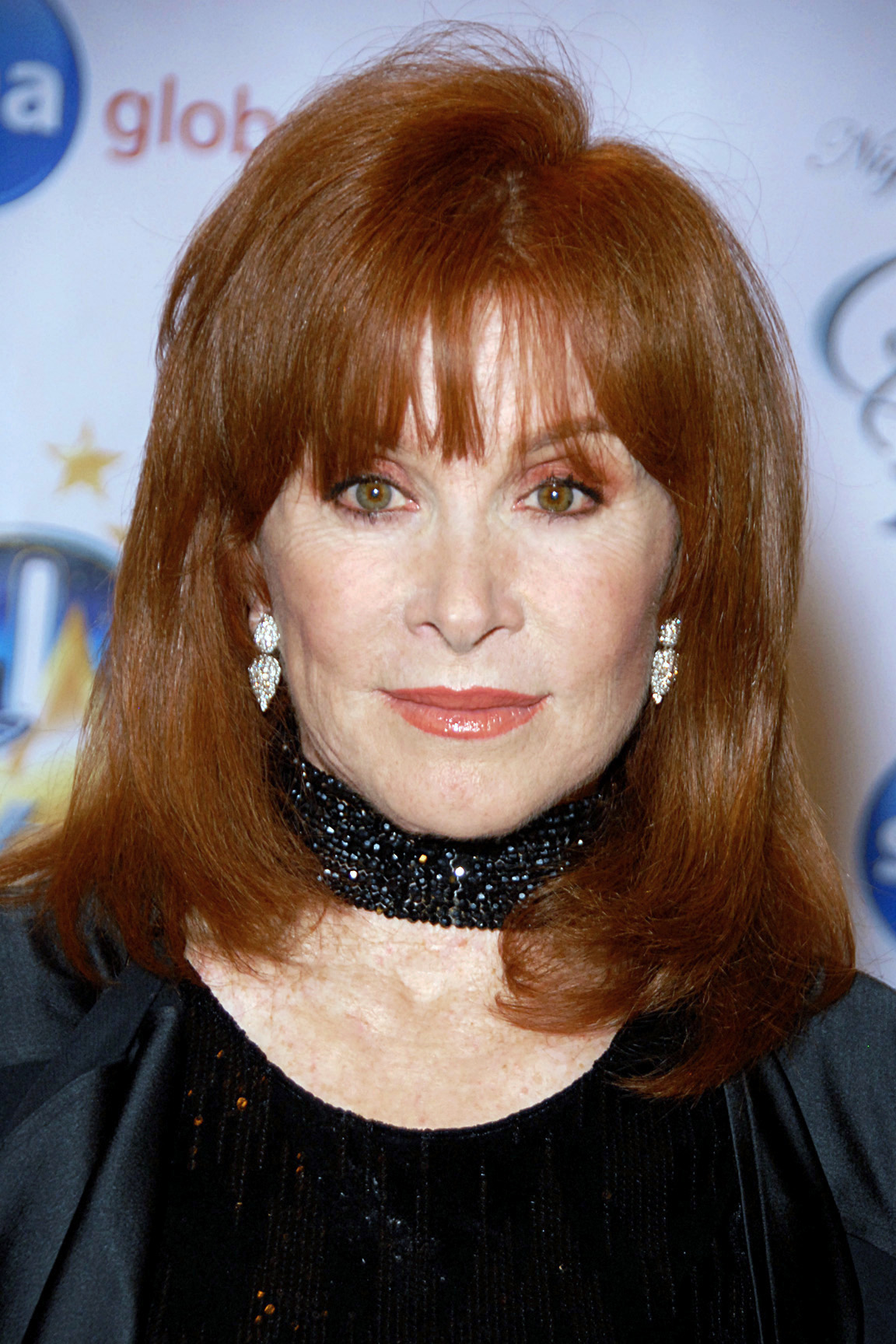
Stefanie Powers

- Stefanie Powers, attrice statunitense
- Stefanie Schmid, attrice tedesca
- Stefanie Schuster, sciatrice alpina austriaca
- Stefanie Scott, attrice statunitense
- Stefanie Sun, cantante cinese
- Stefanie Vögele, tennista svizzera

### Variante Stephanie

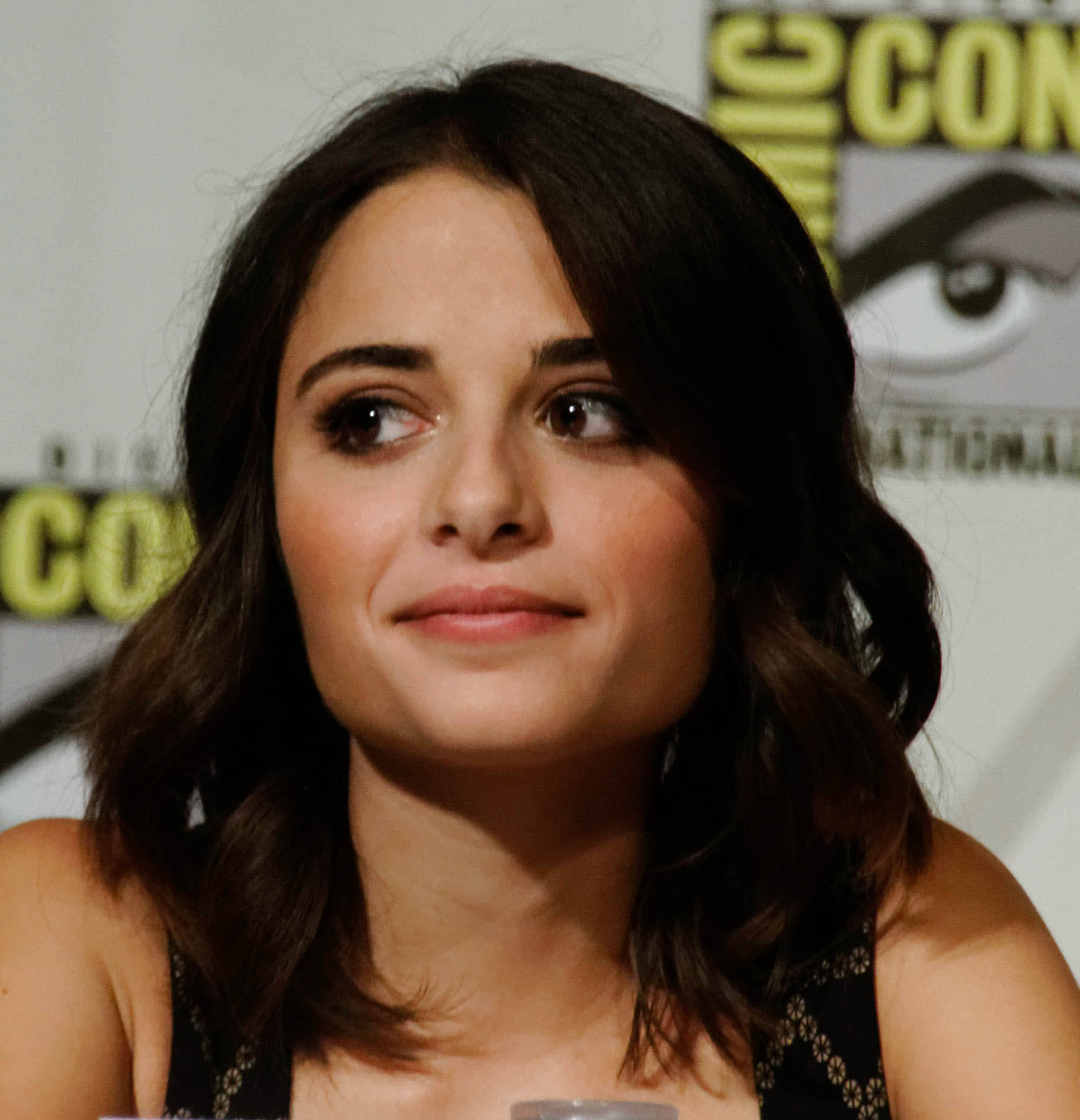
Stephanie Leonidas

- Stephanie Beacham, attrice britannica
- Stephanie Beatriz, attrice argentina naturalizzata statunitense
- Stephanie Louise Kwolek, chimica statunitense
- Stephanie Leonidas, attrice britannica
- Stephanie McMahon, dirigente d'azienda statunitense
- Stephanie Dominikovna Radziwill, nobildonna polacca
- Stephanie Rice, nuotatrice australiana
- Stephanie Romanov, attrice statunitense
- Stephanie Seymour, supermodella statunitense
- Stephanie Vogt, tennista liechtensteinese
- Stephanie Wilson, astronauta statunitense

### Variante Stéphanie

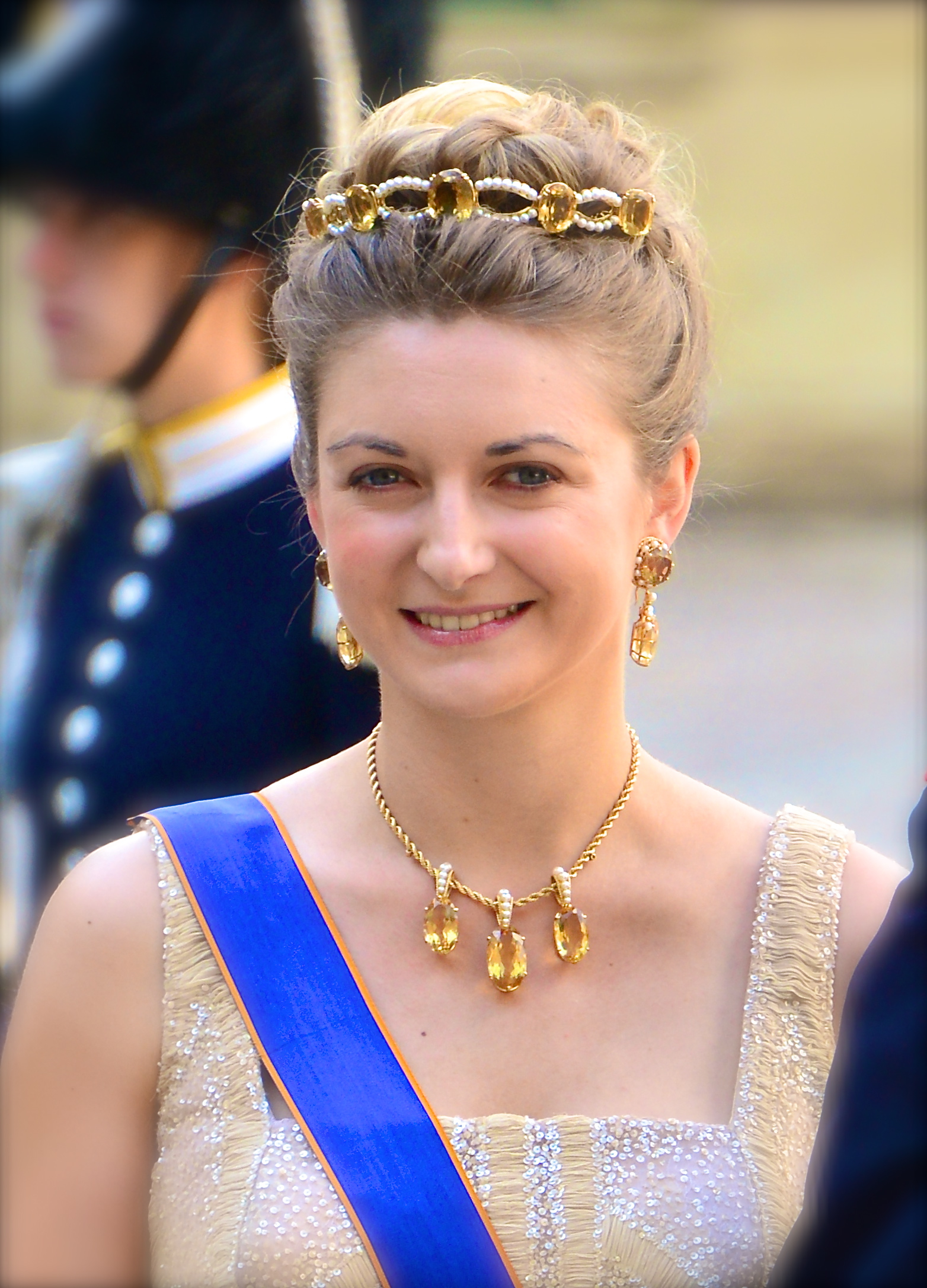
Stéphanie de Lannoy

- Stéphanie di Monaco, figlia di Ranieri III di Monaco
- Stéphanie Cohen-Aloro, tennista francese
- Stéphanie de Lannoy, moglie di Guglielmo di Lussemburgo
- Stéphanie de Virieu, pittrice e scultrice francese
- Stéphanie Foretz Gacon, tennista francese
- Stéphanie Pasterkamp, attrice francese
- Stéphanie Vivenot, cestista francese

### Variante Steffi

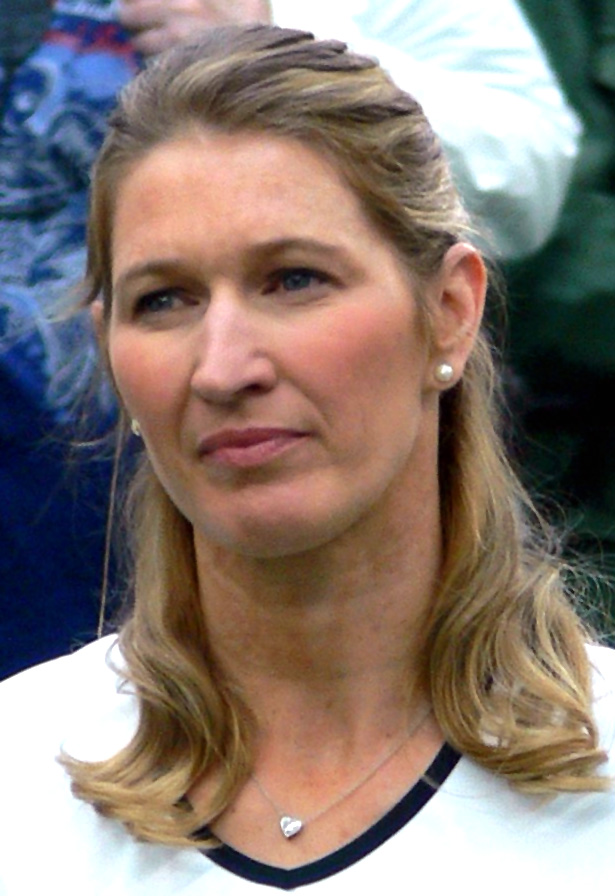
Steffi Graf

- Steffi Graf, tennista tedesca
- Steffi Kräker, ginnasta tedesca
- Steffi Nerius, atleta tedesca
- Steffi Walter, slittinista tedesca

### Altre varianti
- Stefani Joanne Angelina Germanotta, vero nome di Lady Gaga, cantautrice e attivista statunitense
- Štěpánka Hilgertová, canoista ceca
- Stefanina Moro, partigiana italiana
- Stephany Ortega, modella uruguaiana
- Stefana Quinzani, religiosa italiana
- Stefana Veljković, pallavolista serba.

## Il nome nelle arti
- Stefania è il nome di un personaggio tipico tradizionale dell'artistico presepe napoletano.
- Stephanie Brown è un personaggio dei fumetti DC Comics.
- Stefanie Engel è un personaggio della soap opera Stefanie.
- Stephanie Forrester e Steffy Forrester sono due personaggi della soap opera Beautiful.
- Stefania Masetti è un personaggio della serie televisiva I Cesaroni.
- Stefania Morandini (Stefi) è la protagonista di un fumetto creato da Grazia Nidasio per il Corriere dei Piccoli.
- Stephanie è un personaggio di A tutto reality presenta: Missione Cosmo Ridicola.
- Stefania della Kalush Orchestra è il brano vincitore dell'Eurovision Song Contest 2022.